# Bệnh viện Đa khoa Ninh Bình

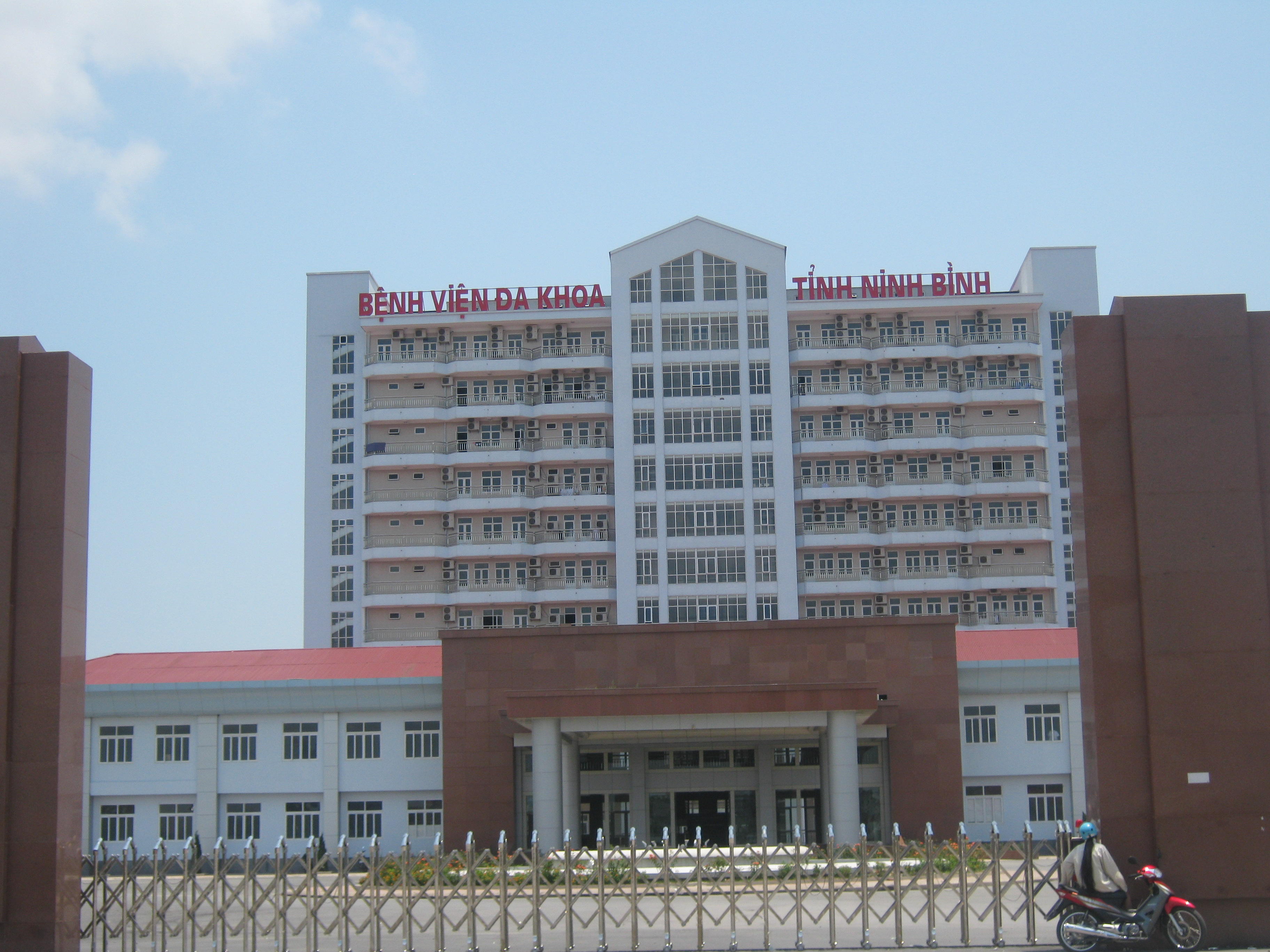
Một cổng vào bệnh viện đa khoa 700 giường

Bệnh viện đa khoa Ninh Bình là bệnh viện lớn với quy mô 700 giường, là bệnh viện hạng I và được xem là bệnh viện tuyến tỉnh hiện đại bậc nhất miền Bắc Việt Nam với tổng vốn đầu tư xây dựng trên 1.400 tỷ. Bệnh viện được xây dựng gần Quốc lộ 1, tại trung tâm thành phố Hoa Lư đảm bảo giảm áp lực quá tải cho các bệnh viện trung ương tại Hà Nội.

## Tổng quan
Bệnh viện được thành lập trên cơ sở đầu tư mới có thừa hưởng nguồn lực cán bộ và thiết bị của bệnh viện tỉnh Ninh Bình cũ đến khu vực công trình mới được khánh thành năm 2010. Bệnh viện đa khoa Ninh Bình là một trong những bệnh viện hiện đại ở Việt Nam, có thể đáp ứng tốt nhu cầu khám chữa bệnh và chăm sóc sức khỏe cho người dân Ninh Bình và các tỉnh trong khu vực. Đây là bệnh viện có những trang thiết bị hiện đại như máy chụp cắt lớp vi tính 64 lát cắt trị giá hơn 20 tỷ đồng, có thể phát hiện những khối u nhỏ trong cơ thể, máy xét nghiệm miễn dịch tự động, hệ thống internet có thể kết nối và truyền hình trực tiếp các ca mổ...